# عشب الربيع البيضاوي
عشب الربيع البيضاوي (الاسم العلمي:Anthoxanthum ovatum) هو نوع من النباتات يتبع جنس عشب الربيع من الفصيلة النجيلية.